# Andaspis
Andaspis är ett släkte av insekter. Andaspis ingår i familjen pansarsköldlöss.

## Dottertaxa tillAndaspis, i alfabetisk ordning[1]
- Andaspis ambigua
- Andaspis antidesmae
- Andaspis arcana
- Andaspis artocarpi
- Andaspis asteliae
- Andaspis betulae
- Andaspis bulba
- Andaspis citricola
- Andaspis crawii
- Andaspis erythrinae
- Andaspis ficicola
- Andaspis formicarum
- Andaspis halli
- Andaspis hawaiiensis
- Andaspis hibisci
- Andaspis incisor
- Andaspis indica
- Andaspis kashicola
- Andaspis kazimiae
- Andaspis laingi
- Andaspis laurentina
- Andaspis leucophleae
- Andaspis maai
- Andaspis mackieana
- Andaspis meliae
- Andaspis micropori
- Andaspis mori
- Andaspis naracola
- Andaspis numerata
- Andaspis piceae
- Andaspis punicae
- Andaspis quercicola
- Andaspis raoi
- Andaspis recurrens
- Andaspis retrusa
- Andaspis rutae
- Andaspis schimae
- Andaspis spinosa
- Andaspis tokyoensis
- Andaspis vandae
- Andaspis viticis
- Andaspis xishuanbannae
- Andaspis yunnanensis